# رستاخیز شیطان
رستاخیز شیطان (به انگلیسی: Demon Apocalypse) ششمین کتاب از مجموعه دیموناتا نوشته‌ی نویسنده ایرلندی دارن شان است. این جلد در ادامه‌ی حوادث دیو همخون رخ می‌دهد و همچنین اولین کتابی است که سه شخصیت اصلی داستان با هم مواجه می‌شوند. دارن شان برای اولین بار عنوان این کتاب را در ۲۹ سپتامبر ۲۰۰۷ در جشنواره ادبیات کودکان بث اعلام کرد. دارن شان تا پیش از این اعلام، اطلاعات این کتاب را فاش نکرد و همین موجب جذابیت رستاخیز شیطان شد.

## داستان
گروبز به خاطر خیانت یونی سوان درون هواپیمای در حال پرواز به دور از درویش، در دستان لرد لاس گرفتار است. لرد لاس آماده می‌شود که گروبز را برای شکنجه به قلمرو خود ببرد ولی ناگهان برانابوس دیواره‌ی هواپیما را منفجر کرده و گروبز را فراری می‌دهد. آنها بعد از فرار از دست لرد لاس به مخفیگاه برانابوس می‌روند و برای اولین بار گروبز و کرنل فلک با هم آشنا می‌شوند. برانابوس در مورد جادوهای درونی گروبیچ به او اطلاعات زیادی می‌دهد و به او می‌گوید که مثل کرنل برای مبارزه با دیموناتا به او ملحق شود.
گروبز نمی‌تواند به خوبی برانابوس و کرنل با شیاطین مبارزه کند برای همین کرنل او را به مخفیگاه برمی‌گرداند و او بدلیل تفاوت زمان دو جهان، هفته‌ها داخل مخفیگاه زندانی می‌شود. وقتی سرانجام آن دو نفر برمی‌گردند، گروبز در مورد آن صورت داخل غار به برانابوس توضیح می‌دهد و آنها می‌فهمند که آن صورت بک بوده و سعی داشته در مورد هجوم شیاطین به آنها هشدار بدهد. برانابوس خیلی دیر متوجه قضیه می‌شود زمانی که شارمیلا به داخل مخفیگاه می‌آید و اطلاع می‌دهد که کشتاری وحشتناک در حال وقوع است، وقتی آنها بالاخره حرکت می‌کنند متوجه می‌شوند که شیاطین به جهان حمله کرده‌اند و میلیون ها نفر را سلاخی کرده‌اند. برانابوس برای نابود کردن نقطه اتصال دو جهان به همراه مریدان به کارشری ویل می‌رود ولی شیاطین بسیار زیاد هستند و چیزی تا مرگ حتمی مریدان باقی نمانده. ناگهان کا-گاش که تکه‌هایش (بک، گروبز و کرنل) دوباره کنار هم قرار گرفته‌اند فعال شده و زمان را به عقب برمی‌گرداند تا برانابوس بتواند دقیقا در همان زمان کلیدی دروازه را متوقف کند.
برانابوس، کرنل و گروبز به داخل غار می‌روند و با این فکر که یونی کسی است که پیوند را فعال کرده سعی می‌کنند او را بکشند. به هر زحمتی که است درویش سرانجام یونی را می‌کشد و آنها با چهره‌ی حقیقی یونی یعنی نادیا روبرو می‌شوند. برانابوس انتظار دارد با مرگ یونی گذرگاه بسته شود ولی گذرگاه بسته نمی‌شود و آنها به این درک می‌رسند که بیل-ای کلید نابودی گذرگاه است. در صحنه‌ای غم‌انگیز گروبز مجبور می‌شود برای جلوگیری از ورود شیاطین بیشتر بیل-ای را بکشد. بک به درون پیکر بیل-ای نفوذ می‌کند و دوباره زنده می‌شود. لرد لاس با خشم می‌گوید: تو نباید برمی‌گشتی دختر. این اشتباهه. تو باعث دردسر می‌شی، خاطر جمع باش که او پیدایت خواهد کرد.» ولی دقیقا معلوم نیست که در مورد چه‌کسی صحبت می‌کند. لرد لاس سرانجام به همراه پیکر یونی فرار می‌کند و آنها موفق می‌شوند با قربانی کردن بیل-ای غائله را ختم کنند.
برانابوس که از عملکرد دوباره کا-گاش و نابود شدن دنیا در هراس است تصمیم می‌گیرد گروبز و کرنل و بک را از هم دور نگه دارد. بک برای استراحت در کارشری ویل نزد درویش می‌ماند و بقیه آنها برای مبارزه با موجودی که لرد لاس در غار به آن اشاره کرده بود به دیموناتا برمی‌گردند.